# Rytidosperma australe
Rytidosperma australe är en gräsart som först beskrevs av Donald Petrie, och fick sitt nu gällande namn av Henry Eamonn Connor och Elizabeth Edgar. Rytidosperma australe ingår i släktet kängurugräs (släktet), och familjen gräs. Inga underarter finns listade i Catalogue of Life.